# Mołoszky
Mołoszky (ukr. Молошки; pol. hist. Zbadyń) – wieś na Ukrainie w rejonie lwowskim (wcześniej w rejonie gródeckim) obwodu lwowskiego.
W II Rzeczypospolitej wieś w powiecie gródeckim województwa lwowskiego.
10 czerwca 1944 nacjonaliści ukraińscy z OUN-UPA zamordowali tutaj 30 Polaków.